# 夢醒他鄉是故鄉
《夢醒他鄉是故鄉》是由曾禎製作的迷你劇集，全劇共一集，2007年在中華電視公司無線台播出。本劇描述一對雙胞胎姊妹從中國大陸一起嫁到台灣後的生活，其間受到台灣老兵的誤解，與家人、鄰居相處出現矛盾，劇集志在探討人類的心理層面與當時社會的互動關係。

## 播出時間
- 首播：2007年5月6日，晚上11時~12時半。
- 重播：2007年5月13日，上午11時~12時半。

## 劇情
姐姐與妹妹是出生在中國大陸的一對雙胞胎，兩人分別嫁來台灣。姐姐是嫁給一位住在台北的台商，自從姐姐嫁入之後，生活上不成問題( 生活較妹妹富庶 )，不過畢竟她是繼母，丈夫的前妻留下來的兒子並不是很接受她，對她一向都很敵視與斥，沒想到丈夫的公司倒閉，使家庭的經濟跌到谷底，一度出現危機，好在她能拋下身段地去做清潔工。直到繼母主動走進兒子的房間，與兒子先前說話較激動陪個不是，有趣的是兒子正好在面對線上遊戲與網友激憤地怒罵：「該死！」她回話：「我知道我該死，我不應該…」兒子對繼母解釋是你誤會( 其實他是跟網友說 )，並且他瞭解到繼母為了他，可以拋下身段地去任職清潔工，也看到繼母是真心想要與這個家庭相處，因此兒子向繼母解釋，並不在意先前的事，而且也從話中透露出接受繼母的意味，後來三人才成了真正新家庭。

妹妹是嫁給一位住在阿里山的茶農，是經營民宿與照料茶園為生，生活還算過得去( 卻沒有姐姐富庶 ) 。由於阿嬤很思念老伴，要求兒子與媳婦陪她去找乩童召喚老伴上身，可以有機會與老伴面對面交談，後來當三人發現乩童不對勁的時候，媳婦突然問乩童：「那叔叔呢？」乩童說：「他也很好」兒子說：「叔叔就沒死」，突然場面變得尷尬…。在回程路上，阿嬤就責怪媳婦，害她的老伴不肯跟她說話，兒子向她解釋是你誤會媳婦，兒子丟向阿嬤一句話：「你太迷信了啦」，使阿嬤怒氣沖沖地走掉，更加深了阿嬤對媳婦的誤會。

劇中一位退休老兵，在民宿裡昏倒，妹妹見撞就趕緊送到醫院，但是當妹妹要將粥味給老兵吃，他卻提防著她，認為她是有預謀害他。後來姐姐帶著她剛生下不久的小孩與丈夫來到阿里山，想知道妹妹在山上生活的近況，兩個家庭的丈夫彼此來到阿里山鐵軌上，邊走邊訴說各自的近況，另外兩個好姐妹們待在妹妹經營的民宿一間屋子，姐妹兩人先是因為彼此分離太久，久而未見的心情去訴說近況( 姐姐較妹妹激動 ) ，聊到最後就談及家鄉的事。

有一晚是阿里山有放天燈祈福活動，兩個家庭趁這機會好好聯絡感情，在一旁的老兵看見他們放天燈，聽見丈夫問著老婆( 是妹妹那一位 )：「你寫的是什麼？」回說：「這是秘密」，老兵渴望想得知其中秘密是什麼，開始一路追著天燈，揭開秘密寫著：「子子孫孫，永保安康」，頓時老兵才醒悟。

放完天燈的那一晚，姐姐睡不著覺，來到奮起湖文史陳列室( 也是火車頭車庫 ) ，妹妹後來跑去找姐姐，兩人遇見後就開始談起當初陳年往事，姐姐訴說著她長年累積對媽媽不滿的積怨，妹妹則在安慰她也嘗試解釋媽媽當時的情況，直到姐姐想通，一個人所知道只是媽媽的一部份，由於對媽媽並不瞭解而造成偏激的看法，才扭曲原有的事實。

在劇中接近尾聲，退休老兵則是跑去刺青店，試著將殺朱拔毛這四字留下舊記憶給洗掉，刺青店老板有趣的問：「老伯，你確定要洗掉嗎？說不定將來這可能會流行唷。」

## 演員
- 江祖平 飾 小蘭（姐）、小梅（妹），一人分飾兩角。
- 王中平 飾 小蘭的丈夫
- 葉民志 飾 小梅的丈夫
- 陳淑芳 飾 阿嬤

## 外部連結
- 華視「夢醒他鄉是故鄉」 江祖平一人分飾二角

| 華視系列 週日 23:00 - 00:30 | 華視系列 週日 23:00 - 00:30 | 華視系列 週日 23:00 - 00:30 |
| --------------------------- | --------------------------- | --------------------------- |
|                             | 夢醒他鄉是故鄉 （2007.5.6） |                             |
| —                           | —                           |                             |

| 華視 週一至週五03:00 - 04:00                                                                                          | 華視 週一至週五03:00 - 04:00           | 華視 週一至週五03:00 - 04:00 |
| --- | -------------------------------------- | ---------------------------- |
| | 夢醒他鄉是故鄉 （2012.09.07）          |                              |
| ２００２創作劇展 09/04我家就是聯合國 （重播） 09/05宮璽發材 09/06陽光枕頭 （2012.09.04 - 2012.09.06） (03:00 - 04:30) | 太陽的女兒 （2012.09.11 - 2012.10.11） |                              |